# 密星海蝠魚
密星海蝠魚（学名：Malthopsis lutea），又名棘茄魚，为輻鰭魚綱鮟鱇目棘茄魚亞目棘茄魚科海蝠魚屬下的一个种，為深海底棲性魚類，分布於印度西太平洋區，從東非、安達曼海至日本南部、菲律賓海域，體長可達10公分，棲息在大陸坡，屬肉食性，生活習性不明。